# Unai Vencedor
Unai Vencedor Paris (* 15. November 2000 in Bilbao) ist ein spanischer Fußballspieler. Aktuell steht er bei Athletic Bilbao unter Vertrag, spielt leihweise beim SD Eibar und in der spanischen U21-Nationalmannschaft.

## Karriere

### Verein
Vencedor begann seine fußballerische Laufbahn beim FC Santutxu, wo er bis 2017 aktiv war. In jenem Jahr wechselte er in die Jugendakademie von Athletic Bilbao. In der Saison 2018/19 kam er zu seinem ersten Einsatz in der zweiten Mannschaft am 25. August 2018 (1. Spieltag) beim Spiel gegen den CD Tudelano. In der ganzen Saison 2018/19 war er absolute Stammkraft und traf am 15. Dezember 2018 (17. Spieltag) beim 3:2 gegen den CD Calahorra nach einem direkten Freistoß. Insgesamt spielte er in der Saison 36 Mal und traf zweimal. In der Folgesaison spielte er 26 Mal und traf dreimal in der B-Mannschaft. Am Ende der Saison stand er in den Aufstiegsplayoffs, schied mit seinem Team jedoch im Viertelfinale aus. Am 16. Februar 2020 (24. Spieltag) debütierte er in der Profimannschaft beim 0:1 gegen den CA Osasuna in der Startelf. In der darauf folgenden Saison 2020/21 kam er zunächst des Öfteren bei den Profis zum Einsatz und avancierte im Verlauf der Saison zum Stammspieler bei den Leones und stand seit dem 10. Spieltag regelmäßig in der Startelf. In der Supercopa de España stand er in beiden Spielen in der Startformation und gewann mit Bilbao den Titel im Finale gegen den FC Barcelona. Im Februar 2021 verlängerte er seinen Vertrag bis Juni 2025, welcher eine Ausstiegsklausel von 40 Millionen Euro beinhaltet. Für die Saison 2023/24 wechselte er per Leihe zu SD Eibar in die Segunda División.

### Nationalmannschaft
Vencedor kam zwischen November 2018 und Februar 2019 dreimal für die spanische U19-Nationalmannschaft zum Einsatz. Seit September 2021 ist er für die spanische U21-Nationalmannschaft aktiv.

## Erfolge
- Supercopa de España: 2021